# Koszivi járás
A Koszivi járás (ukránul: Косівський район [Koszivszkij rajon]) adminisztratív egység Ukrajna Ivano-frankivszki területén. Adminisztratív központja Kosziv. 1939-ben hozták létre. Területe 903 km², lakossága 88 267 fő (2009. július 1-jei állapot szerint), mely az Ivano-frankivszki terület lakosságának 6,5%-át teszi ki.
Az Északkeleti-Kárpátok keleti oldalán, a Máramarosi havasok előhegyei mellett, az Ivano-frankivszki járás déli részén terül el. Délről a Verhovinai, nyugatról a Nadvirnai, északról a Kolomijai, keletről a Sznyatini járás határolja, tovább keletről határos még a Csernyivci terület Vizsnicjai járásával.
Az éves csapadékmennyiség 760–1110 mm között alakul. A terület dombos részei a tengerszint felett 300–450 m-re emelkednek, a hegyek magassága 700–1000 m közötti. Jelentősebb folyói a Cseremos, a Pisztinka, a Ribnicja és a Ljuka.

## A Koszivi járás települései

### Városok
- Kosziv (járási közigazgatási központ)

### Városi jellegű települések
- Kuti
- Jablunyiv

### Falvak
- Akresori
- Babin
- Banya-Bereziv
- Bruszturiv
- Velikij Rozsin
- Verbovec
- Vizsnyij Bereziv
- Horod
- Huculivka
- Kobaki
- Koroszti
- Koszmacs
- Krivobrodi
- Ljucsa
- Ljucski
- Malij Rozsin
- Mikitinci
- Nizsnyij Bereziv
- Pisztiny
- Prokurava
- Ribne
- Ricska
- Rozsnyiv
- Roztoki
- Szerednyij Bereziv
- Szlobidka
- Szmodna
- Sznyidavka
- Szokolivka
- Sztarij Kosziv
- Sztari Kuti
- Sztopcsatyiv
- Tekucse
- Tracs
- Tyugyiv
- Utoropi
- Himcsin
- Cuculin
- Cserhanyivka
- Sepit
- Sesori
- Javoriv

## Külső hivatkozások
- A Koszivi Járási Állami Közigazgatási Hivatal honlapja (ukránul)